# 費爾南多·阿達
費爾南多·阿達（葡萄牙語：Fernando Haddad，1963年1月25日－）是巴西學者及政治家，曾於2013年至2017年間擔任聖保羅市長，並於2018年巴西大選中代表勞工黨競選巴西總統一職，代替遭最高選舉法院以清潔選舉法剝奪候選資格的前總統路易斯·伊納西奧·魯拉·達席爾瓦。阿達在第二輪投票中面對雅伊爾·波索納洛，最終以得票率44.87%不敵波索納洛的55.13%。
阿達自幼就是敘利亞東方正統教會教徒，並於聖保羅大學修習法律、經濟、哲學等學科學位。此外他也曾於2005年至2012年間，先後擔任路易斯·伊納西奧·魯拉·達席爾瓦及迪爾瑪·羅賽芙的教育部部長。2023年1月出任财政部长。

## 外部連結
- 費爾南多·阿達的X（前Twitter）
- São Paulo 2004 mayoral race pages （页面存档备份，存于）
- http://citymayors.com/mayors/saopaulo_mayor.html （页面存档备份，存于） Profile on CityMayors.com

| 官衔                     | 官衔                                  | 官衔                         |
| ------------------------ | ------------------------------------- | ---------------------------- |
| 前任者： 塔爾索·傑內羅   | 教育部部長 2005年–2012年              | 繼任者： 阿洛伊西奧·梅卡但丁 |
| 前任者： 吉爾伯托·卡薩布 | 聖保羅市長 2013年–2017年              | 繼任者： 若昂·多利亞         |
| 前任者： 保罗·格德斯     | 财政部长 2023年至今                   | 現任                         |
| 政党职务                 |                                       |                              |
| 前任者： 瑪塔·蘇普利西   | 勞工黨聖保羅市長候選人 2012年、2016年 | 繼任者： 吉爾馬·塔托         |
| 前任者： 迪爾瑪·羅賽芙   | 勞工黨巴西總統候選人 2018年           | 最新的                       |